# Safehouse Records
Safehouse Records — американский звукозаписывающий лейбл, созданный знаменитыми артистами Деми Ловато и Ником Джонасом, а также их менеджером Филом Макинтайром. Как было объявлено 26 мая 2015 года, цель лейбла — «подтолкнуть артистов к контролю над своим искусством, предоставляя им лучшие инструменты для управления своей карьерой».

## История
В мае 2015 года Billboard сообщил, что Ловато уже начала работу над новой звукозаписывающей компанией, совладельцем которого она будет являться. Лейбл будет в партнёрстве между ней, Ником Джонасом и менеджером Ловато — Филом Макинтайром, а также станет частью нового соглашения о сотрудничестве между лейблами UMG (лейбл Джонаса) и Hollywood Records (лейбл Ловато).
Первым официальным альбомом, выпущенным лейблом, стал пятый студийный альбом Ловато Confident в 2015 году, а затем и переизданная версия второго студийного альбома Джонаса Nick Jonas X2.
15 декабря 2015 года было объявлено, что лейбл подписывает контракт на сотрудничество с Universal Music Publishing Group, беря тем самым Корда Оверстрита под попечительство лейбла. Тем самым музыкант стал первым артистом компании.

## Артисты
- Деми Ловато
- Ник Джонас
- Корд Оверстрит

## Альбомы
- Confident — Деми Ловато (2015)
- Nick Jonas X2 — Ник Джонас (2015)
- Last Year Was Complicated — Ник Джонас (2016)

## Синглы
- «Cool for the Summer» — Деми Ловато (2015)
- «Confident» — Деми Ловато (2015)
- «Stone Cold» — Деми Ловато (2015)
- «Levels» — Ник Джонас (2015)
- «Homeland» — Корд Оверстрит (2016)
- «Body Say» — Деми Ловато (2016)
- «Close» — Ник Джонас (2016)
- «Bacon» — Ник Джонас (2016)
- «Sorry Not Sorry» — Деми Ловато (2017)